# Субиракс, Жузеп Мария
Жузе́п Мари́я Субира́кс (кат. Josep Maria Subirachs i Sitjar [ʒuˈzɛb məˈɾi.ə suβiˈɾaks]; 11 марта 1927, Барселона — 7 апреля 2014, там же) — испанский (каталонский) скульптор, живописец, график, сценограф, художественный критик.

## Биография
Из семьи фабричного рабочего. Самоучка. В 1940-е годы занимался вечерами в Художественной школе Барселоны. Первая персональная выставка рисунков и скульптур — в барселонском Доме книги (1948). В 1951 получил стипендию Французского института в Барселоне, работал в Париже, вошел в контакт с международным художественным авангардом, испытал влияние Генри Мура. В 1954—1956 жил и работал в Бельгии. С 1961 преподавал в художественной школе Elisava в Барселоне.

## Избранные скульптурные работы
- 1957 — Forma 212 в парке Mundet в Барселоне
- 1959—1961 — алтарь базилики Богородицы-Путеводительницы в Вальверде-де-ла-Вирхен
- 1963 — Памятник Нарсис Монтуриолю в Барселоне
- 1968 — монумент В честь Барселоны на Монжуике
- 1973—1974 Отпечаток руки в Санта-Крус-де-Тенерифе
- 1975 — Галла Плацидия в Сан-Садурни-д’Анойя
- 1976 — памятник Рамону Льюлю в Монтсеррате
- 1983 — монумент в честь Олимпийских игр в Международном Олимпийском комитете в Лозанне
- 1983 — памятник Кавафису в Пальме
- 1984 — памятник Пабло Казальсу в Вендреле
- 1986 — памятник Сальвадору Эсприу в Санта-Колома-де-Фарнерс
- 1987—2009 — скульптуры на фасаде Храма Святого Семейства в Барселоне
- 1989 — монумент Единство Востока и Запада в Сеуле
- 1991 — памятник президенту Франсеску Масиа на площади Каталонии в Барселоне
- 1993 — фриз Ирис на площади Колумба в Мадриде

## Признание
Крест Сант-Жорди (1982). Золотая медаль Министерства образования и культуры за заслуги в искусстве (1998). Член Королевской академии изящных искусств Сант-Жорди (Барселона). Член Королевской академии изящных искусств Сан-Фернандо (Мадрид). Почётный член Академии изящных искусств Венгрии. Офицер Ордена искусств и литературы (Франция).
В 2001 Фондом крупнейшей банковской системы Caixa Penedès было принято решение о создании музея скульптора в Барселоне, однако оно пока не исполнено из-за экономических трудностей. В честь скульптора назван астероид 134124.

## Ссылки

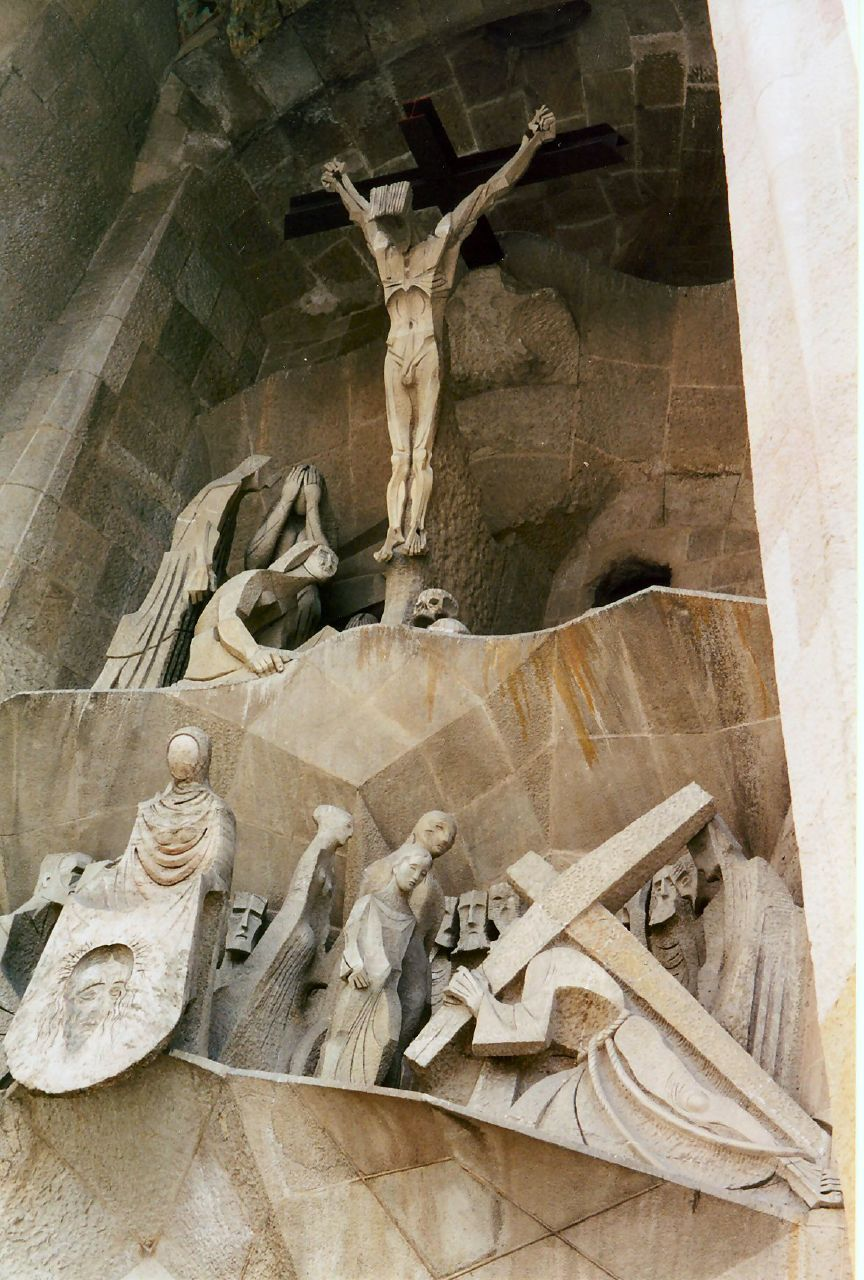
Элемент скульптурных украшений фасада храма Святого Семейства, Барселона
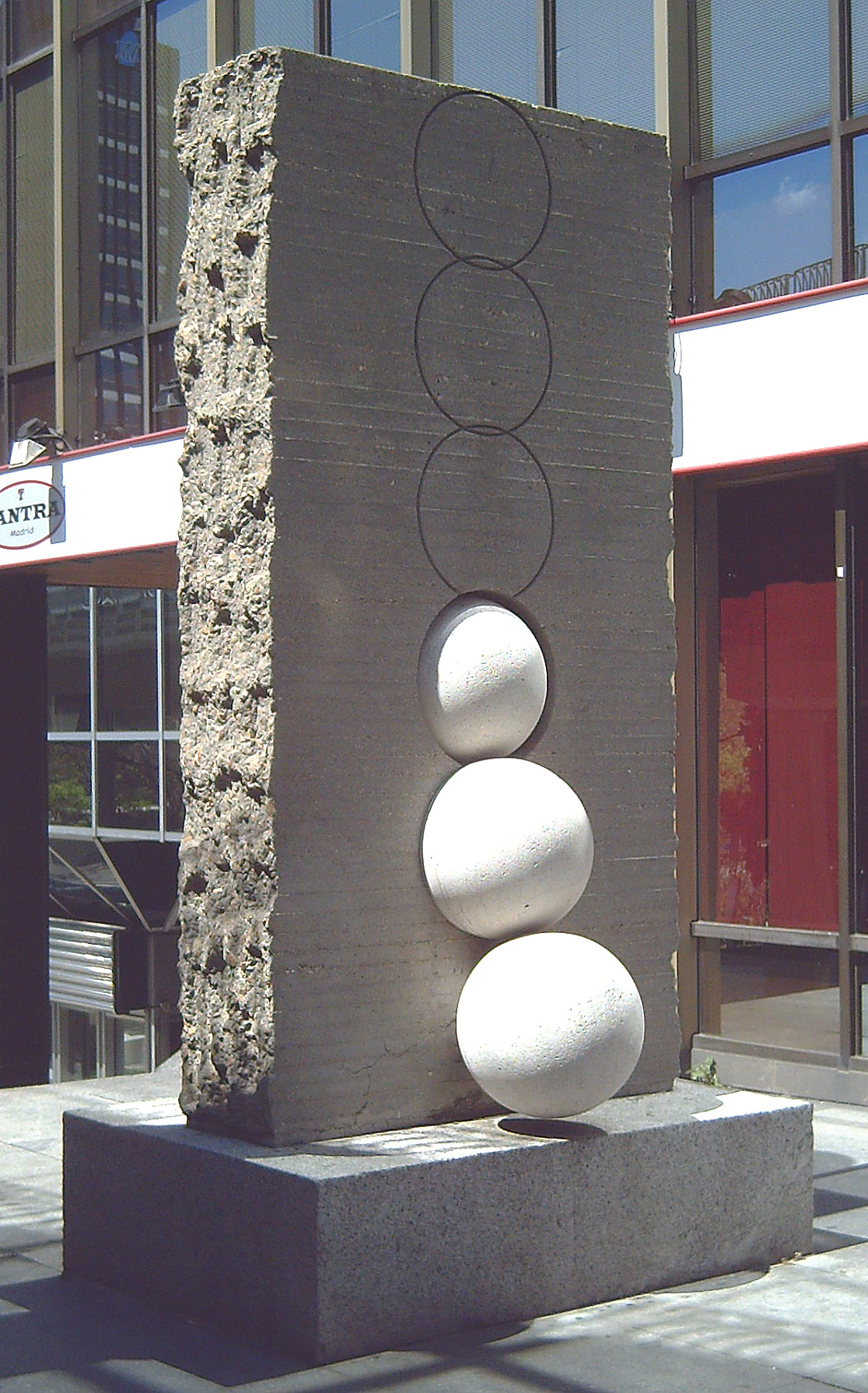
Скульптура По ту сторону стены, Мадрид
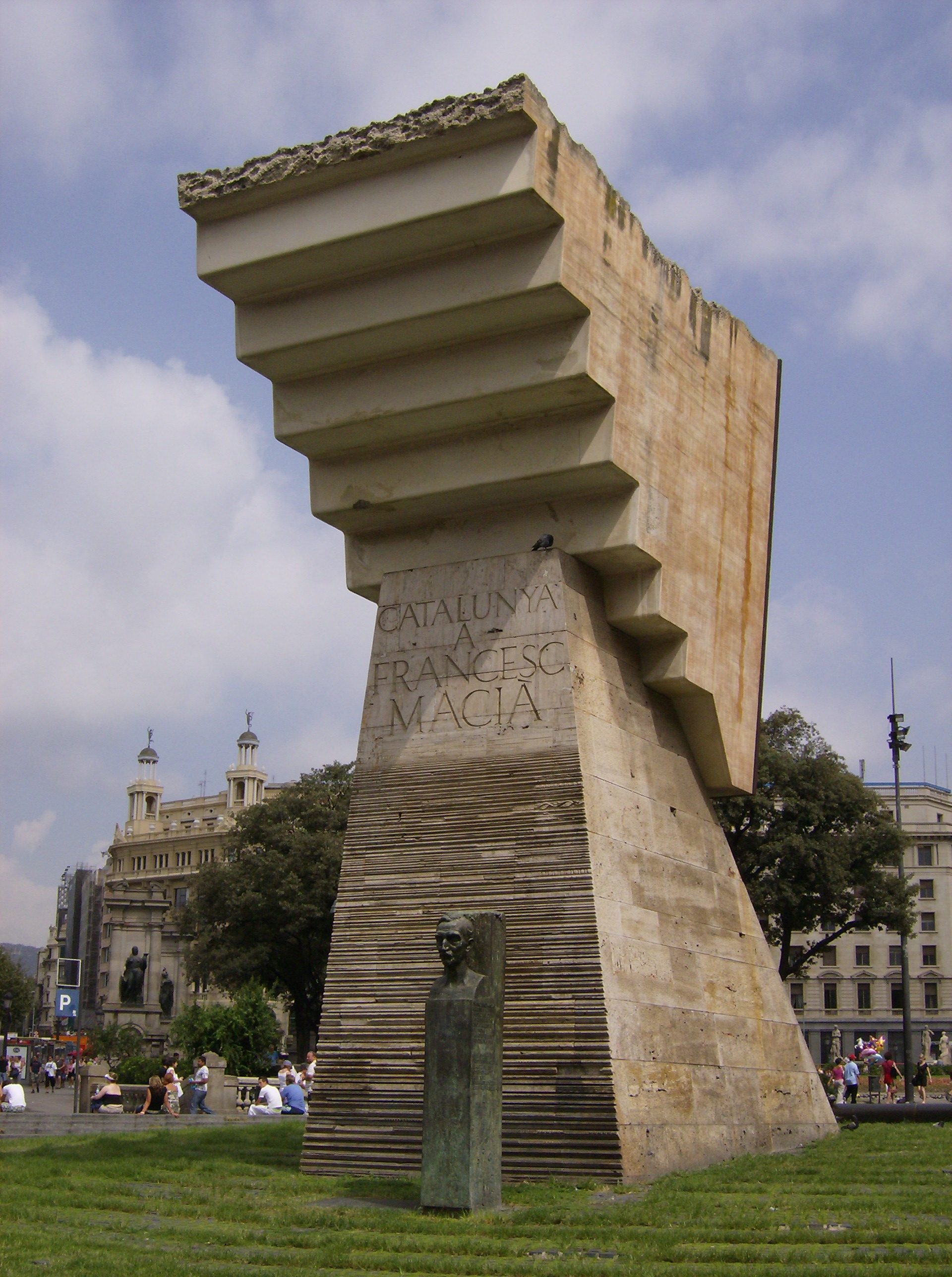
Памятник президенту Франсеску Масиа на площади Каталонии в Барселоне